# امپراتور گو-فوشیمی
امپراتور گو-فوشیمی (به ژاپنی: 後伏見天皇 Go-Fushimi-tennō)؛ (زاده ۵ آوریل ۱۲۸۸ درگذشته) نود و سومین امپراتور ژاپن بر اساس نظام سنتی جانشینی پادشاهان ژاپن است. سلطنت وی از ۱۲۹۸ تا ۱۳۰۱ به طول انجامید.